# Чернышёв, Владимир Фёдорович (боксёр)
Влади́мир Фёдорович Чернышёв (5 ноября 1948, Чкалов) — советский боксёр тяжёлой весовой категории, выступал за сборную СССР в конце 1960-х — начале 1970-х годов. Чемпион Европы, чемпион Советского Союза, участник многих международных турниров и матчевых встреч. На соревнованиях представлял спортивное общество «Трудовые резервы», заслуженный мастер спорта России.

## Биография
Владимир Чернышёв родился 5 ноября 1948 года в Оренбурге. Активно заниматься боксом начал в раннем детстве в одном из местных боксёрских залов, проходил подготовку под руководством заслуженного тренера России Григория Васильева, позже присоединился к спортивному обществу «Трудовые резервы». Первого серьёзного успеха на ринге добился в 1968 году, когда в тяжёлом весе одержал победу на молодёжном Кубке Европы. Год спустя добился звания чемпиона Спартакиады профсоюзов РСФСР — с этого момента стал попадать в основной состав национальной сборной и ездить на крупные международные турниры.
Наиболее успешным в карьере Чернышёва получился 1971 год, когда он выиграл первенство СССР и занял первое место на чемпионате Европы в Мадриде, где победил англичанина Лесли Стивенса и немца Петера Хуссинга в полуфинале и финале соответственно. Также в этом сезоне принимал участие в состязаниях Спартакиады народов СССР, но в число призёров попасть не смог. На чемпионате Советского Союза 1972 года дошёл до финала, но в решающем матче не вышел на ринг из-за полученной травмы.
Вскоре после этих соревнований принял решение завершить карьеру спортсмена, уступив место в сборной молодым советским боксёрам. Всего в любительском боксе провёл 237 боёв, из них 228 окончил победой. За выдающиеся спортивные достижения 25 октября 2000 года ему присвоено почётное звание «Заслуженный мастер спорта России». Ежегодно в Оренбурге проводится международный боксёрский турнир имени Владимира Чернышёва.